# Александрович Митрофан Миколайович
Митрофа́н Микола́йович Александро́вич (псевдонім — Митро Олелькович; 1 січня 1837, Калита, Остерський повіт, Чернігівська губернія, Російська імперія — 16 вересня 1881, Київ) — український етнограф, історик, письменник.

## Біографічні відомості
Народився в с. Калиті на Чернігівщині. Походив зі старої козацької родини.
До 14-ти років ріс і виховувався у сім'ї. Від 1851 року у Санкт-Петербурзі: навчався в інженерному училищі (1851—1855), потім у Михайлівській інженерній академії (1855—1857), яку закінчив у званні підпоручика.
Залишивши у травні 1860 року військову службу оселився у Калиті. Якийсь час працював у повітовій межовій комісії. Був мировим посередником у Мінській губернії, головою Остерського земства.
Перші його публікації з'явилися I860 року у «Черниговских губернских ведомостях».
У часописі «Основа» (1861—1862) публікував невеликі статті етнографічно-історичного змісту українською мовою (за С. А. Венгеровим). А за І. Франком — «оповідання „Антін Михайлович Танський“, „Три пани“, „Проскурка“, „П'яниця“, „Пожежа“ та інші під псевдонімом Митро Олелькович».
В той самий час друкував свої твори в «Черниговском листке» (1861—1863), який видавав Л. Глібов.
Студіював українську історію, написав монографію «Гетьманство Дорошенка», що вийшла друком у часописі «Вестник Западной России» у Вільні (1867). Автор роботи «Андрусівський договір».
1881 року, мешкаючи у Києві, під час нервового нападу вискочив з вікна готелю і помер на місці.

## Творчість
I860 року у «Черниговских губернских ведомостях» з'явилися його перші публікації: нарис «Із Канева до Чигирина й назад», обробки казкових сюжетів «Семилітка», «Про городянку та бублики», записані у Каневі перекази про гайдамаків, а пісня «їхав Харько з Жаботина» — на Херсонщині.
Автор повістей і оповідань («Антін Михайлович Танський», «Три пани», «П'яниця», «Пожежа», «Проскурка»), надрукованих в «Основі», історичних праць про Чернігівщину, про гетьмана П. Дорошенка та ін.
Розпочав публікацію великого дослідження з історії України під назвою «Остерскій уѣздъ. Историческое описаніе». Випуск I, що вийшов друком у Києві 1881року, 212 стор. (російською мовою), і охопив події у Східній Україні до 1669 року.
Після його смерті залишилося багато цінних рукописів.

## Видання
- Українські писання. [З передмовою І. Франка]. Львів, 1895;
- Остерский уезд. Историческое описание, Вип. 1. К., 1881.
- Александрович М. Н. Остерский уезд. Вып. 1, ч. 1 : Историческое описаніе. До окончания смут в Восточной Украине (1669 г.) / М. Н. Александрович. — Киев: Тип. Г. Т. Корчак-Новицкаго, 1881—109, 1 с. [Архівовано 3 серпня 2020 у Wayback Machine.]